# Kim Min-ha
Kim Min-ha (en hangul, 김민하; 1 de septiembre de 1995), es una actriz surcoreana, conocida en sus primeros años de carrera sobre todo por su interpretación del personaje de la protagonista Sun-ja durante su adolescencia y primera juventud en la serie Pachinko.

## Vida personal
Nacida en Seúl en 1995, Kim pasó seis meses en Palm Springs cuando tenía nueve años, como estudiante de intercambio. Esta experiencia la ayudó a hablar un inglés fluido, y también a encarnar mejor papeles como el de la joven Sun-ja en Pachinko, una coreana empobrecida que emigra a Japón sin conocer a nadie allí, ni una palabra de la lengua. Su vocación de actriz nació en el tercer año de secundaria; sus padres querían que tuviera una carrera relacionada con el inglés, pero le dijeron que podría estudiar actuación solo si obtenía la máxima puntuación en coreano e inglés y quedaba la primera en el examen simulado de julio de ese curso. Pensaban que era una condición imposible, pero ella lo logró, no solo en ese examen sino en el final. Así comenzó a actuar.
En septiembre de 2024 confesó que en ese momento no tenía pareja, que en el año y medio anterior había salido con cuatro hombres y que, para su desconcierto, en los cuatro casos la iniciativa de romper la relación había sido de ellos.

## Carrera

### Primeros años
Kim se matriculó en el departamento de Teatro y Cine de la universidad Hanyang. Allí tuvo sus primeras experiencias sobre un escenario. Frecuentó también una academia de música y soñaba entonces con convertirse en actriz de doblaje. Ha tenido siempre mucho interés por la música; a los 19 y 20 años se presentó a muchas audiciones para musicales, y uno de sus proyectos es participar algún día en una película musical.
En palabras de la propia actriz, «mis años 20 fueron duros y pesados. He tenido mis altibajos, y también he adquirido mucho conocimiento a través de la actuación». En esos primeros años de carrera, sin contar aún con la ayuda de una agencia o un representante, pasó por muchas dificultades para obtener un papel. Lo logró en algunas series televisivas (School 2017, My ID is Gangnam Beauty, Partners for Justice), aunque se trataba de personajes de escaso desarrollo. También llegó al cine: además de aparecer en algunos cortometrajes, en 2018 debutó en este medio con el papel de Hyeon-jeong, una estudiante de secundaria que coprotagoniza una de las tres partes de la película colectiva 봄이가도 [Aunque llegue la primavera]. Fue estrenada el 13 de septiembre, y en ella comparte cartel con otras jóvenes promesas femeninas, Kim Hye-jun y Park Ji-yeon.
Dos años después obtuvo su primer papel protagonista en un largometraje completo: el de Eugene en el filme independiente Killer Swell: nuestro espacio. Se trata de un romance de corte realista, en el que un hombre y una mujer se conocen, se separan y se reencuentran unos años después. Está ambientada en Busan y el escenario principal es la tienda de surf que él regenta. Las escenas de surf son un elemento destacado del filme, y exigieron una preparación previa al rodaje en los movimientos básicos de este deporte por parte de la actriz.

### Pachinkoy años sucesivos
El papel que la dio a conocer al público, por su peso de su personaje en la trama y por el eco internacional que alcanzó la serie, fue el de la joven Sun-ja en las dos temporadas de Pachinko, en 2022 y 2024. Fue además su primera vez como protagonista en televisión. Kim ganó el papel tras un proceso azaroso y lleno de sorpresas para ella: en primer lugar, el director de reparto, Su Kim, que llevaba tiempo buscando infructuosamente la actriz adecuada para ese personaje, recibió una grabación que incluía por error una de las audiciones de Kim, y de este modo casual se fijó en ella; en esas primeras audiciones, hechas en línea en un proceso que duró cuatro meses, ella no sabía siquiera de qué proyecto se trataba, ni conocía la novela en que se basa la serie. Cuando lo descubrió la leyó en una noche, y cuando se le asignó el papel fue una nueva sorpresa para la actriz, que a continuación pasaría ocho meses de rodaje en Canadá para la primera temporada. En la preparación del papel pudo contar incluso con la ayuda de su propia abuela, conocedora de la época en que está ambientada la obra y con una trayectoria biográfica similar a la del personaje de Sun-ja. Tuvo además que aprender a expresarse en el dialecto hablado en Yeongdo. Toda esta experiencia marcó profundamente su modo de abordar la interpretación, además de su carrera.

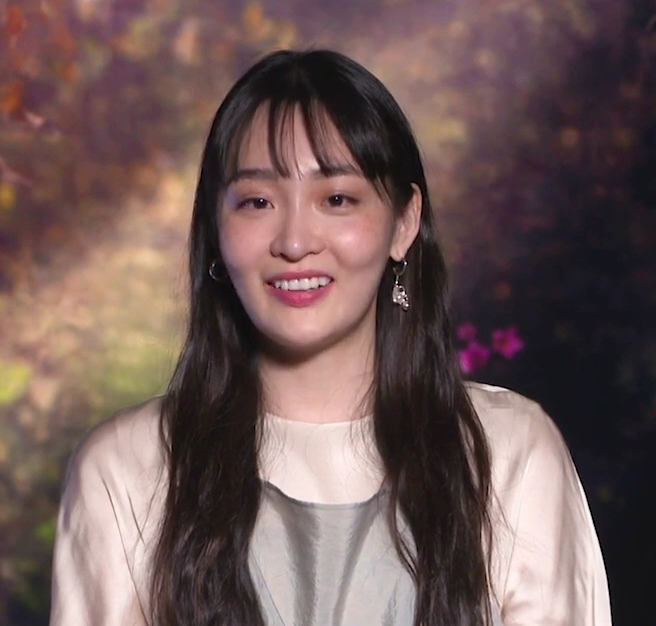
Kim Min-ha en 2022, durante una entrevista por Pachinko

Muchos críticos y periodistas televisivos celebraron como un descubrimiento el trabajo de la actriz en Pachinko, y algunos destacaron asimismo cómo las tres versiones del personaje de Sun-ja en sus diferentes edades (Jeon Yu-na de niña, Kim Min-ha de joven y Youn Yuh-jung de anciana) son sorprendentemente similares en el tono de actuación y las expresiones faciales, pese a no haber coincidido en el plató ni hablado entre sí. Gracias a su actuación, Kim fue reconocida como la mejor actriz revelación en los premios Asia Contents de 2022, y también recibió el premio Beyond Cinema en el Festival Internacional de Cine de Busan del mismo año, además de quedar en quinta posición en la lista de actrices del año elaborada para los premios Kinolights.
Otra consecuencia del eco obtenido por su papel en Pachinko fue el nombramiento como embajadora de relaciones públicas para la Campaña de Visitas del Patrimonio Cultural 2022, planificada para presentar los bienes culturales surcoreanos a nivel no solo nacional sino también internacional.
Entre 2021 y 2024 fue representada por la agencia Saram Entertainment. Cuando expiró el contrato pasó a Noon Company. Mientras tanto, en octubre de 2022 comenzó en Seúl el rodaje del filme de suspenso Revelación: el niño con los ojos cerrados, protagonizado por Kim Min-ha, Choi Hee-seo y Lee Ki-woo. Kim es In-seon, primero víctima de un caso policial sin resolver desde hace veinte años, y después sospechosa del asesinato de un famoso escritor. Este fue su primer trabajo después de rodar la primera temporada de Pachinko. Se estrenó en el festival de Busan de 2024, pero en abril de 2025 aún no había fecha para el estreno comercial.
Para el 23 de septiembre de 2024 estaba previsto el comienzo del rodaje de una nueva película del director Kim Jong-kwan, con el título provisional El día y la noche son el uno para el otro. Es un drama romántico dividido en cuatro historias diferentes que comparten el mismo escenario de un café en un callejón de Seúl, la primera de las cuales ve como protagonista a Kim Min-ha junto a Joo Jong-hyuk.
Después de Pachinko, la siguiente aparición en una serie televisiva de Kim llegó a finales de 2024 con Light Shop, basada en un webtoon de Kang Full, y con la que Kim prueba por vez primera el género de terror. Su personaje, Seon-hae, es una guionista que se muda a una casa antigua donde suceden extraños fenómenos. Mientras estaba en emisión se estaba ultimando el trabajo sucesivo en televisión de Kim, Way Back Love, un drama romántico y de fantasía estrenado en abril de 2025. Su personaje es Jeong Hee-wan, una joven que se reencuentra con su primer amor, que tuvo cuando era estudiante de secundaria.
El 23 de febrero de 2025 debutó como modelo de pasarela, en el desfile de la colección otoño/invierno 2025 de la diseñadora Simone Rocha celebrado en Londres ese día. Fue la propia Rocha el que llamó dos meses antes a la actriz para presentar su ropa.

## Filmografía

### Cine
| Año  | Título                                    | Hangul                   | Papel             | Notas                                        | Ref.                 |
| ---- | ----------------------------------------- | ------------------------ | ----------------- | -------------------------------------------- | -------------------- |
| 2017 | Foto conmemorativa                        | 기념사진                 | Ye-ri             | Cortometraje de 9 minutos                    | [ 21 ]               |
| 2018 | Aunque llegue la primavera                | 봄이가도                 | Hyeon-jeong       | Película colectiva en tres partes            | [ 7 ]                |
| 2020 | Calle principal                           | 번화가                   | Ga-young          | Cortometraje                                 | [ 22 ]               |
| 2020 | Killer Swell: nuestro espacio             | 킬러스웰 : 아워 스페이스 | Eugene            | Largometraje, protagonista                   | [ 8 ]                |
| 2020 | El teléfono                               | 콜                       | Seon-hee de joven | Película de Netflix                          | [ 23 ]               |
| 2020 | Vuelta a casa                             | 귀가                     | Hye-jeong         | Cortometraje de 19 minutos                   | [ 24 ]               |
| 2021 | A Film School Odyssey                     | —                        |                   | Cortometraje; duración: 24' 27''             | [ 25 ]               |
| 2024 | Revelación: el niño con los ojos cerrados | 폭로                     | In-seon           | Protagonista; estrenada en el 29.º BIFF      | [ 26 ] [ 27 ] [ 28 ] |
| —    | El día y la noche son el uno para el otro | 낮과 밤은 서로에게       |                   | Título provisional                           | [ 29 ]               |
| —    | Hana Korea                                | 하나 코리아              |                   | Coproducción danesa, rodada en otoño de 2024 | [ 5 ]                |

### Series de televisión
| Año  | Título                  | Papel                      | Canal    | Notas                        | Ref.                 |
| ---- | ----------------------- | -------------------------- | -------- | ---------------------------- | -------------------- |
| 2016 | Sí, eso es todo         | Sol-yi                     | SBS      |                              |                      |
| 2016 | Two Girls               | Chica 2                    | Naver TV | Serie web, segunda temporada |                      |
| 2017 | School 2017             | Yeo Seung-eun              | KBS2     |                              | [ 30 ] [ 31 ]        |
| 2018 | Partners for Justice    | Park Mi-young              | MBC      |                              | [ 9 ]                |
| 2018 | My ID is Gangnam Beauty | Seon-mi                    | JTBC     |                              | [ 32 ]               |
| 2018 | dxyz                    |                            |          | Serie web                    |                      |
| 2022 | Pachinko                | Sun-ja adolescente y joven | Apple TV | Serie web, primera temporada | [ 33 ] [ 34 ]        |
| 2024 | Pachinko                | Sun-ja adolescente y joven | Apple TV | Serie web, segunda temporada | [ 35 ]               |
| 2024 | Light Shop              | Seon-hae                   | Disney+  | Serie web                    | [ 5 ] [ 36 ]         |
| 2025 | Way Back Love           | Jeong Hee-wan              | TVING    | Serie web                    | [ 18 ] [ 37 ] [ 38 ] |
| 2025 | Typhoon Company         | Oh Mi-seon                 | tvN      |                              | [ 39 ]               |

### Vídeos musicales
| Año  | Título             | Artista | Notas                                      | Ref.   |
| ---- | ------------------ | ------- | ------------------------------------------ | ------ |
| 2023 | People Enter Login | D.O.    | Presentación del álbum de D.O. Expectation | [ 40 ] |
| 2024 | Come Back to Me    | RM      |                                            | [ 41 ] |

## Discografía
| Año  | Título | Artista              | Formato        | Ref.   |
| ---- | ------ | -------------------- | -------------- | ------ |
| 2022 | Fallin | Kim Min-ha y Doyoung | Disco sencillo | [ 42 ] |

## Otras actividades

### Variedades y documentales de televisión
| Año  | Título                                                                   | Hangul                            | Función        | Canal             | Notas                                       | Ref.          |
| ---- | ------------------------------------------------------------------------ | --------------------------------- | -------------- | ----------------- | ------------------------------------------- | ------------- |
| 2022 | Casa sobre ruedas                                                        | 바퀴 달린 집                      | Invitada       | tvN               | 4.ª temp., prog. 5 y 6                      | [ 43 ]        |
| 2022 | Desaparecido                                                             | 잠적                              | Protagonista   | Discovery Channel | 3 y 10 de noviembre                         | [ 44 ]        |
| 2023 | Enciclopedia de curiosidades inútiles sobre la Tierra que deberías saber | 알아두면 쓸데없는 지구별 잡학사전 | Copresentadora | tvN               | Jueves, del 3 de agosto al 14 de septiembre | [ 45 ]        |
| 2024 | Documental Prime de EBS                                                  | EBS 다큐프라임                    | Narradora      | EBS1              | 19, 20 y 26 de febrero                      | [ 46 ] [ 47 ] |
| 2024 | Tú eras el director                                                      | 넌 감독이었어                     | Invitada       | YouTube           | 25 de septiembre                            | [ 3 ]         |
| 2024 | Los viajes baekban del gourmet Heo Young-man                             | 식객 허영만의 백반기행            | Invitada       | TV Chosun         | Prog. 272, 1 de diciembre                   | [ 48 ] [ 49 ] |

## Premios y nominaciones
| Año  | Premios                              | Categoría                                | Papel           | Resultado | Ref.          |
| ---- | ------------------------------------ | ---------------------------------------- | --------------- | --------- | ------------- |
| 2022 | 8.º Festival de Cine Seoul Webfest   | Mejor actriz (cortometrajes)             | Calle principal | Nominada  | [ 50 ] [ 51 ] |
| 2022 | Premios Asia Contents                | Mejor actriz revelación                  | Pachinko        | Ganadora  | [ 10 ]        |
| 2022 | 11.os Premios Marie Claire Asia Star | Beyond Cinema                            | Pachinko        | Ganadora  | [ 11 ]        |
| 2022 | Premios Gotham                       | Actuación excepcional en una nueva serie | Pachinko        | Nominada  | [ 52 ]        |
| 2022 | Premios Kinolights                   | Actriz del año (nacional)                | Pachinko        | 5.ª       | [ 12 ]        |
| 2023 | Premios Independent Spirit 2022      | Mejor reparto de serie guionizada        | Pachinko        | Ganadores | [ 53 ] [ 54 ] |
| 2024 | 11.º Festival de Cine Marie Claire   | Premio Radiance                          | —               | Ganadora  | [ 55 ]        |
| 2024 | 13.os Premios Marie Claire Asia Star | Rostro de Asia                           | —               | Ganadora  | [ 56 ]        |